# Hoplocampa crataegi
Hoplocampa crataegi är en stekelart som först beskrevs av Johann Christoph Friedrich Klug 1816.  Hoplocampa crataegi ingår i släktet Hoplocampa, och familjen bladsteklar. Det är osäkert om arten förekommer i Sverige.